# Collegio elettorale di Sassari (Senato della Repubblica)
Il collegio di Sassari fu un collegio elettorale uninominale della Repubblica Italiana appartenente alla Circoscrizione Sardegna; fu utilizzato per eleggere un senatore della Repubblica dalla I alla XIV legislatura, sebbene con forme diverse e sistemi elettorali diversi.

## Storia
Il collegio venne creato nel 1948 secondo la legge n. 29 del 6 febbraio 1948 la quale, pur basandosi sull'impianto proporzionale in vigore per la Camera, rispetto a quest'ultima conteneva alcuni piccoli correttivi in senso maggioritario. Tale legge ebbe il suo definitivo perfezionamento col Testo Unico n°361 del 1957. Differentemente dalla Camera, la legge elettorale del Senato si articolava su base regionale, seguendo il dettato costituzionale (art.57). Ogni Regione era suddivisa in tanti collegi uninominali quanti erano i seggi ad essa assegnati. All'interno di ciascun collegio, veniva eletto il candidato che avesse raggiunto il quorum del 65% delle preferenze: tale soglia, oggettivamente di difficilissimo conseguimento, tradiva l'impianto proporzionale su cui era concepito anche il sistema elettorale della Camera Alta. Qualora, come normalmente avveniva, nessun candidato avesse conseguito l'elezione, i voti di tutti i candidati venivano raggruppati in liste di partito a livello regionale, dove i seggi venivano allocati utilizzando il metodo D'Hondt delle maggiori medie statistiche e quindi, all'interno di ciascuna lista, venivano dichiarati eletti i candidati con le migliori percentuali di preferenza.
Nel 1993, con la cosiddetta Legge Mattarella (Legge n. 276, Norme per l'elezione del Senato della Repubblica), attuata in seguito al referendum abrogativo del 1993, venne istituito per la Camera dei deputati e per il Senato della Repubblica un sistema di elezione misto, in parte maggioritario e in parte proporzionale. Il 75% dei parlamentari dell'assemblea veniva eletto in collegi uninominali tramite sistema maggioritario a turno unico; il restante 25% al Senato veniva eletto tramite recupero proporzionale dei più votati non eletti attraverso un meccanismo di calcolo denominato "scorporo", cioè sottraendo dal conteggio dei voti totali di una lista nella parte proporzionale i voti ottenuti dai candidati collegati alla medesima lista che erano eletti nei collegi uninominali con il sistema maggioritario.

## 1948-1993

### Territorio
Il collegio di Sassari era uno dei 6 collegi uninominali in cui era suddivisa la regione Sardegna; comprendeva i comuni di Alghero, Banari, Bessude, Bonnanaro, Bonorva, Borutta, Cargeghe, Castelsardo, Cheremule, Codrongianos, Cossoine, Florinas, Giave, Ittiri, Mara, Monteleone Rocca Doria, Olmedo, Osilo, Ossi, Padria, Ploaghe, Porto Torres, Pozzomaggiore, Putifigari, Romana, Sassari, Semestene, Sennori, Siligo, Sorso, Thiesi, Tissi, Torralba, Uri, Usini, Villanova Monteleone.

### Dati elettorali

#### IV legislatura
|                                                                                | Francesco Deriu ✔️ Eletto | Democrazia Cristiana                    | 37 938  | 37,02 |  |  |  |  |  |
|                                                                                | L. Polano                 | Partito Comunista Italiano              | 21 321  | 20,80 |  |  |  |  |  |
|                                                                                | Gavino Pinna ✔️ Eletto    | Movimento Sociale Italiano              | 12 918  | 12,60 |  |  |  |  |  |
|                                                                                | S. Cappai                 | Partito Liberale Italiano               | 12 097  | 11,80 |  |  |  |  |  |
|                                                                                | Mario Berlinguer          | Partito Socialista Italiano             | 10 690, | 10,43 |  |  |  |  |  |
|                                                                                | G. Soggiu                 | Partito Socialista Democratico Italiano | 4 489   | 4,38  |  |  |  |  |  |
|                                                                                | G. Mastrandrea            | Partito Sardo d'Azione                  | 3 033   | 2,96  |  |  |  |  |  |
| Totale                                                                         | Totale                    | Totale                                  | 102 486 | 100   |  |  |  |  |  |
|                                                                                |                           |                                         |         |       |  |  |  |  |  |
| Voti non validi                                                                | Voti non validi           | Voti non validi                         | 4 169   | 3,91  |  |  |  |  |  |
| Votanti                                                                        | Votanti                   | Votanti                                 | 106 655 | 90,79 |  |  |  |  |  |
| Elettori                                                                       | Elettori                  | Elettori                                | 117 470 |       |  |  |  |  |  |
|                                                                                |                           |                                         |         |       |  |  |  |  |  |
| Nota: quorum del 65% non raggiunto; ripartizione dei seggi a livello regionale |                           |                                         |         |       |  |  |  |  |  |
| Data: 28 aprile 1963                                                           |                           |                                         |         |       |  |  |  |  |  |
| Fonte: Ministero dell'interno                                                  |                           |                                         |         |       |  |  |  |  |  |

#### V legislatura
|                                                                                | Francesco Deriu ✔️ Eletto      | Democrazia Cristiana          | 45 006  | 42,01 |  |  |  |  |  |
|                                                                                | L. Polano                      | PCI - PSIUP                   | 27 318  | 25,50 |  |  |  |  |  |
|                                                                                | Antonio Castellaccio ✔️ Eletto | PSI-PSDI Unificati            | 14 023  | 13,09 |  |  |  |  |  |
|                                                                                | Gavino Pinna                   | Movimento Sociale Italiano    | 12 237  | 11,42 |  |  |  |  |  |
|                                                                                | N. Simula                      | Partito Liberale Italiano     | 4 770   | 4,45  |  |  |  |  |  |
|                                                                                | A. Porqueddu                   | Partito Repubblicano Italiano | 2 428   | 2,27  |  |  |  |  |  |
|                                                                                | F. Spanedda                    | Partito Sardo d'Azione        | 1 342   | 1,25  |  |  |  |  |  |
| Totale                                                                         | Totale                         | Totale                        | 107 124 | 100   |  |  |  |  |  |
|                                                                                |                                |                               |         |       |  |  |  |  |  |
| Voti non validi                                                                | Voti non validi                | Voti non validi               | 6 273   | 5,53  |  |  |  |  |  |
| Votanti                                                                        | Votanti                        | Votanti                       | 113 397 | 89,89 |  |  |  |  |  |
| Elettori                                                                       | Elettori                       | Elettori                      | 126 148 |       |  |  |  |  |  |
|                                                                                |                                |                               |         |       |  |  |  |  |  |
| Nota: quorum del 65% non raggiunto; ripartizione dei seggi a livello regionale |                                |                               |         |       |  |  |  |  |  |
| Data: 19 maggio 1968                                                           |                                |                               |         |       |  |  |  |  |  |
| Fonte: Ministero dell'interno                                                  |                                |                               |         |       |  |  |  |  |  |

#### VI legislatura
|                                                                                | Francesco Deriu ✔️ Eletto | Democrazia Cristiana        | 46 214  | 39,64 |  |  |  |  |  |
|                                                                                | G. Marras                 | PCI - PSIUP - P.S.d'Az.     | 28 174  | 24,17 |  |  |  |  |  |
|                                                                                | Gavino Pinna              | Movimento Sociale Italiano  | 16 864  | 14,46 |  |  |  |  |  |
|                                                                                | Antonio Castellaccio      | Partito Socialista Italiano | 13 835  | 11,87 |  |  |  |  |  |
|                                                                                | S. Bonfigli               | PSDI - PRI                  | 7 826   | 6,71  |  |  |  |  |  |
|                                                                                | F. Leoni                  | Partito Liberale Italiano   | 3 672   | 3,15  |  |  |  |  |  |
| Totale                                                                         | Totale                    | Totale                      | 116 585 | 100   |  |  |  |  |  |
|                                                                                |                           |                             |         |       |  |  |  |  |  |
| Voti non validi                                                                | Voti non validi           | Voti non validi             | 5 189   | 4,26  |  |  |  |  |  |
| Votanti                                                                        | Votanti                   | Votanti                     | 121 774 | 90,99 |  |  |  |  |  |
| Elettori                                                                       | Elettori                  | Elettori                    | 133 835 |       |  |  |  |  |  |
|                                                                                |                           |                             |         |       |  |  |  |  |  |
| Nota: quorum del 65% non raggiunto; ripartizione dei seggi a livello regionale |                           |                             |         |       |  |  |  |  |  |
| Data: 7 maggio 1972                                                            |                           |                             |         |       |  |  |  |  |  |
| Fonte: Ministero dell'interno                                                  |                           |                             |         |       |  |  |  |  |  |

#### VII legislatura
|                                                                                | Francesco Deriu ✔️ Eletto | Democrazia Cristiana                          | 55 545  | 44,11 |  |  |  |  |  |
|                                                                                | Luigi Marras              | Partito Comunista Italiano                    | 38 856  | 30,85 |  |  |  |  |  |
|                                                                                | Gavino Pinna              | Movimento Sociale Italiano - Destra Nazionale | 13 571  | 10,78 |  |  |  |  |  |
|                                                                                | Andrea Saba               | Partito Socialista Italiano                   | 11 593  | 9,21  |  |  |  |  |  |
|                                                                                | Giovanni Fiore            | PLI - PRI - PSDI                              | 6 372   | 5,06  |  |  |  |  |  |
| Totale                                                                         | Totale                    | Totale                                        | 125 937 | 100   |  |  |  |  |  |
|                                                                                |                           |                                               |         |       |  |  |  |  |  |
| Voti non validi                                                                | Voti non validi           | Voti non validi                               | 4 532   | 3,47  |  |  |  |  |  |
| Votanti                                                                        | Votanti                   | Votanti                                       | 130 469 | 91,51 |  |  |  |  |  |
| Elettori                                                                       | Elettori                  | Elettori                                      | 142 573 |       |  |  |  |  |  |
|                                                                                |                           |                                               |         |       |  |  |  |  |  |
| Nota: quorum del 65% non raggiunto; ripartizione dei seggi a livello regionale |                           |                                               |         |       |  |  |  |  |  |
| Data: 20 giugno 1976                                                           |                           |                                               |         |       |  |  |  |  |  |
| Fonte: Ministero dell'interno                                                  |                           |                                               |         |       |  |  |  |  |  |

#### IX legislatura
|                                                                                | Salvatore Campus ✔️ Eletto | Democrazia Cristiana                          | 41 760  | 32,50 |  |  |  |  |  |
|                                                                                | Mario Birardi              | Partito Comunista Italiano                    | 34 674  | 26,99 |  |  |  |  |  |
|                                                                                | Giovanni Vittorio Ibba     | Partito Socialista Italiano                   | 12 554  | 9,77  |  |  |  |  |  |
|                                                                                | Francesco Manca            | Partito Sardo d'Azione                        | 12 342  | 9,61  |  |  |  |  |  |
|                                                                                | Salvatore Bonfigli         | PLI - PRI - PSDI                              | 11 804  | 9,19  |  |  |  |  |  |
|                                                                                | Gavino Pinna               | Movimento Sociale Italiano - Destra Nazionale | 11 761  | 9,15  |  |  |  |  |  |
|                                                                                | Rosaria Casula             | Partito Radicale                              | 2 166   | 1,69  |  |  |  |  |  |
|                                                                                | Gavino Cubeddu             | Lista per Trieste - UDP                       | 1 419   | 1,10  |  |  |  |  |  |
| Totale                                                                         | Totale                     | Totale                                        | 128 480 | 100   |  |  |  |  |  |
|                                                                                |                            |                                               |         |       |  |  |  |  |  |
| Voti non validi                                                                | Voti non validi            | Voti non validi                               | 8 460   | 6,18  |  |  |  |  |  |
| Votanti                                                                        | Votanti                    | Votanti                                       | 136 940 | 85,61 |  |  |  |  |  |
| Elettori                                                                       | Elettori                   | Elettori                                      | 159 953 |       |  |  |  |  |  |
|                                                                                |                            |                                               |         |       |  |  |  |  |  |
| Nota: quorum del 65% non raggiunto; ripartizione dei seggi a livello regionale |                            |                                               |         |       |  |  |  |  |  |
| Data: 26 giugno 1983                                                           |                            |                                               |         |       |  |  |  |  |  |
| Fonte: Ministero dell'interno                                                  |                            |                                               |         |       |  |  |  |  |  |

#### X legislatura
|                                                                                | Pietro Montresori ✔️ Eletto | Democrazia Cristiana                          | 50 437  | 36,87 |  |  |  |  |  |
|                                                                                | G. Cherchi                  | Partito Comunista Italiano                    | 36 111  | 26,40 |  |  |  |  |  |
|                                                                                | S. Porcu                    | Partito Sardo d'Azione                        | 19 212  | 14,04 |  |  |  |  |  |
|                                                                                | A. Castellaccio             | Alleanza Laica Socialista                     | 12 637  | 9,24  |  |  |  |  |  |
|                                                                                | Gavino Pinna                | Movimento Sociale Italiano - Destra Nazionale | 10 132  | 7,41  |  |  |  |  |  |
|                                                                                | G. Piliu                    | Partidu Indipendentista                       | 3 056   | 2,23  |  |  |  |  |  |
|                                                                                | P. Aresti                   | Verdi d'Italia - Partito Ecologista           | 1 903   | 1,39  |  |  |  |  |  |
|                                                                                | P. Zucca                    | Democrazia Proletaria                         | 1 782   | 1,30  |  |  |  |  |  |
|                                                                                | M. Poddine                  | Liga Veneta                                   | 1 085   | 0,79  |  |  |  |  |  |
|                                                                                | B. Pastore                  | Alleanza Popolare Pensionati                  | 447     | 0,33  |  |  |  |  |  |
| Totale                                                                         | Totale                      | Totale                                        | 136 802 | 100   |  |  |  |  |  |
|                                                                                |                             |                                               |         |       |  |  |  |  |  |
| Voti non validi                                                                | Voti non validi             | Voti non validi                               | 9 336   | 6,39  |  |  |  |  |  |
| Votanti                                                                        | Votanti                     | Votanti                                       | 146 138 | 86,35 |  |  |  |  |  |
| Elettori                                                                       | Elettori                    | Elettori                                      | 169 246 |       |  |  |  |  |  |
|                                                                                |                             |                                               |         |       |  |  |  |  |  |
| Nota: quorum del 65% non raggiunto; ripartizione dei seggi a livello regionale |                             |                                               |         |       |  |  |  |  |  |
| Data: 14 giugno 1987                                                           |                             |                                               |         |       |  |  |  |  |  |
| Fonte: Ministero dell'interno                                                  |                             |                                               |         |       |  |  |  |  |  |

#### XI legislatura
|                                                                                | Pietro Montresori ✔️ Eletto | Democrazia Cristiana                          | 41 896  | 30,02 |  |  |  |  |  |
|                                                                                | Giuseppe Sassu              | Partito Democratico della Sinistra            | 21 356  | 15,30 |  |  |  |  |  |
|                                                                                | Salvatore Bonfigli          | Partito Socialista Italiano                   | 21 088  | 15,11 |  |  |  |  |  |
|                                                                                | Gavino Pinna                | Movimento Sociale Italiano - Destra Nazionale | 11 908  | 8,53  |  |  |  |  |  |
|                                                                                | Salvatore Fadda             | Federalismo - Pensionati Uomini Vivi          | 11 163  | 8,00  |  |  |  |  |  |
|                                                                                | Walter Vassallo             | Partito della Rifondazione Comunista          | 8 663   | 6,21  |  |  |  |  |  |
|                                                                                | Pietro Pigliaru             | Partito Socialista Democratico Italiano       | 7 502   | 5,38  |  |  |  |  |  |
|                                                                                | Monserrato Bacciu           | Federazione dei Verdi                         | 5 362   | 3,84  |  |  |  |  |  |
|                                                                                | Achille Cubeddu             | Partito Repubblicano Italiano                 | 4 567   | 3,27  |  |  |  |  |  |
|                                                                                | Giuseppe Castiglia          | Partito Liberale Italiano                     | 3 262   | 2,34  |  |  |  |  |  |
|                                                                                | Salvatore Maievi            | Partidu Indipendentista                       | 2 070   | 1,48  |  |  |  |  |  |
|                                                                                | Giovanni Ghighini           | Lega Lombarda                                 | 721     | 0,52  |  |  |  |  |  |
| Totale                                                                         | Totale                      | Totale                                        | 139 558 | 100   |  |  |  |  |  |
|                                                                                |                             |                                               |         |       |  |  |  |  |  |
| Voti non validi                                                                | Voti non validi             | Voti non validi                               | 14 825  | 9,60  |  |  |  |  |  |
| Votanti                                                                        | Votanti                     | Votanti                                       | 154 383 | 83,87 |  |  |  |  |  |
| Elettori                                                                       | Elettori                    | Elettori                                      | 184 084 |       |  |  |  |  |  |
|                                                                                |                             |                                               |         |       |  |  |  |  |  |
| Nota: quorum del 65% non raggiunto; ripartizione dei seggi a livello regionale |                             |                                               |         |       |  |  |  |  |  |
| Data: 5 aprile 1992                                                            |                             |                                               |         |       |  |  |  |  |  |
| Fonte: Ministero dell'interno                                                  |                             |                                               |         |       |  |  |  |  |  |

## 1993-2005

### Territorio
Il collegio di Sassari era uno dei 6 collegi uninominali in cui era suddivisa la Sardegna; come previsto dal D.Lgs. del 20 dicembre 1993 n. 535, e comprendeva i seguenti comuni: Alghero, Banari, Bessude, Cargeghe, Chiaramonti, Codrongianos, Florinas, Ittiri, Monteleone Rocca Doria, Muros, Olmedo, Osilo, Ossi, Ploaghe, Porto Torres, Putifigari, Romana, Sassari, Sennori.

### Eletti
| Elezione | Elezione      | Senatore      | Partito                    |
| -------- | ------------- | ------------- | -------------------------- |
|          | 1994          | Nanni Campus  | Polo del Buon Governo (FI) |
|          | 1996          | Franco Meloni | L'Ulivo (P.S.d'Az.)        |
| 2001     | Bruno Dettori | L'Ulivo (DL)  |                            |

### Dati elettorali

#### XII legislatura
|                               | Nanni Campus ✔️ Eletto | Polo del Buon Governo   | 47 182  | 33,98 |  |  |  |  |  |
|                               | Gaetano Porqueddu      | Patto per l'Italia      | 36 027  | 25,95 |  |  |  |  |  |
|                               | Benito Saba            | Progressisti            | 32 185  | 23,18 |  |  |  |  |  |
|                               | Giacomo Sanna          | Partito Sardo d'Azione  | 16 455  | 11,85 |  |  |  |  |  |
|                               | Mario Palmerio Lai     | La Rete                 | 3 754   | 2,70  |  |  |  |  |  |
|                               | Umberto Pes            | Partidu Indipendentista | 3 250   | 2,34  |  |  |  |  |  |
| Totale                        | Totale                 | Totale                  | 138 853 | 100   |  |  |  |  |  |
|                               |                        |                         |         |       |  |  |  |  |  |
| Voti non validi               | Voti non validi        | Voti non validi         | 10 459  | 7,00  |  |  |  |  |  |
| Votanti                       | Votanti                | Votanti                 | 149 312 | 83,94 |  |  |  |  |  |
| Elettori                      | Elettori               | Elettori                | 177 889 |       |  |  |  |  |  |
|                               |                        |                         |         |       |  |  |  |  |  |
| Data: 27-28 marzo 1994        |                        |                         |         |       |  |  |  |  |  |
| Fonte: Ministero dell'interno |                        |                         |         |       |  |  |  |  |  |

#### XIII legislatura
|                               | Franco Meloni ✔️ Eletto | L'Ulivo             | 66 473  | 49,06 |  |  |  |  |  |
|                               | Nanni Campus ✔️ Eletto  | Polo per le Libertà | 61 611  | 45,47 |  |  |  |  |  |
|                               | Giampiero Marras        | Sardigna Natzione   | 7 401   | 5,46  |  |  |  |  |  |
| Totale                        | Totale                  | Totale              | 135 485 | 100   |  |  |  |  |  |
|                               |                         |                     |         |       |  |  |  |  |  |
| Voti non validi               | Voti non validi         | Voti non validi     | 11 269  | 7,68  |  |  |  |  |  |
| Votanti                       | Votanti                 | Votanti             | 146 754 | 79,70 |  |  |  |  |  |
| Elettori                      | Elettori                | Elettori            | 184 144 |       |  |  |  |  |  |
|                               |                         |                     |         |       |  |  |  |  |  |
| Data: 21 aprile 1996          |                         |                     |         |       |  |  |  |  |  |
| Fonte: Ministero dell'interno |                         |                     |         |       |  |  |  |  |  |

#### XIV legislatura
|                               | Bruno Dettori ✔️ Eletto               | L'Ulivo                              | 60 819  | 40,76 |  |  |  |  |  |
|                               | Pasqualino Lorenzo Federici ✔️ Eletto | Casa delle Libertà                   | 59 372  | 39,79 |  |  |  |  |  |
|                               | Francesco Satta                       | Lista Amadu                          | 9 203   | 6,17  |  |  |  |  |  |
|                               | Giovanni Acciaro                      | Partito Sardo d'Azione               | 6 213   | 4,16  |  |  |  |  |  |
|                               | Dario Satta                           | Partito della Rifondazione Comunista | 4 526   | 3,03  |  |  |  |  |  |
|                               | Angelo Mura                           | Lista Di Pietro                      | 4 403   | 2,95  |  |  |  |  |  |
|                               | Giuseppe Conti                        | Lista Pannella-Bonino                | 2 816   | 1,89  |  |  |  |  |  |
|                               | Pietro Manca                          | Democrazia Europea                   | 1 848   | 1,24  |  |  |  |  |  |
| Totale                        | Totale                                | Totale                               | 149 200 | 100   |  |  |  |  |  |
|                               |                                       |                                      |         |       |  |  |  |  |  |
| Voti non validi               | Voti non validi                       | Voti non validi                      | 8 695   | 5,51  |  |  |  |  |  |
| Votanti                       | Votanti                               | Votanti                              | 157 895 | 79,80 |  |  |  |  |  |
| Elettori                      | Elettori                              | Elettori                             | 197 868 |       |  |  |  |  |  |
|                               |                                       |                                      |         |       |  |  |  |  |  |
| Data: 13 maggio 2001          |                                       |                                      |         |       |  |  |  |  |  |
| Fonte: Ministero dell'interno |                                       |                                      |         |       |  |  |  |  |  |